# 運転曲線
運転曲線（うんてんきょくせん。英語：run curve）とは、機械のある状態での運転点をグラフ化したときに表れる曲線。図は運転曲線図ともいう。

## ポンプ運転曲線
ポンプ運転曲線とは、変流量方式のポンプにおいて水量と揚程の関係をグラフ化した際に表れる曲線。グラフには運転可能領域のほかサージング領域やキャビテーション領域が描かれる。ポンプの流量と揚程の変化に伴って運転点は運転曲線上を移動するが、サージングやキャビテーションを避けるためには運転点が運転可能領域の運転曲線上になければならない。
理論上は定流量方式のポンプ（定速ポンプ）でも水量と揚程の関係をグラフ化することができるが、定流量方式のポンプの場合は一定点となる。

## 列車運転曲線
列車運転曲線とは、鉄道において列車の効率的な運転を計画するため、走行位置の変化に従い経過時間と速度を継続的に計算しグラフ化した際に表れる曲線。作図の際は線路・設備の状況、車両性能に加え運転士の運転操作性も加味される。Train run curve を略したランカーブとも呼ばれる。

### 概要
運転曲線はグラフ形式で構成され、横軸（X軸）に距離をとり、駅、信号場、勾配、曲線、信号機、分岐器、徐行区間の位置を記す。また縦軸（Y軸）には速度をとり、駅通過後の経過時間も記す。ある区間において、速度制限の範囲内で所要時間が最短となるよう加減速を行いながら走行した際の各地点における速度の変化が曲線として表される。図の様式は国鉄や JR とその他の鉄道事業者とで若干異なるものの、基本的な読み方はほぼ同一である。大手私鉄などでは力行・惰行・制動開始地点等を記号で記す場合もある。
ダイヤグラムのベースとなる基準運転時分がこの運転曲線のデータを基に作成されるほか、将来的な設備改修やスピードアップに関する基礎検討資料や鉄道事故発生時の検証資料としても使用される。一般に図面上では停車時分や余裕時分等は考慮されないが、コンピュータ作成の場合は設定により停車時分や余裕時分が加算される場合もある。

### 作図法
列車の走行性能と編成長を元に、走行区間ごとに作成される。各列車の走行性能は車両形式が同一であっても編成両数や MT比などの条件により変化するため、ある区間を走行するすべての列車編成に対して対応する曲線が作成される。曲線半径・勾配等の変化、閉塞方式や閉塞区間、閉塞長の変更など信号設備の変更、各種制限速度の設定変更等による線路条件の変更があった場合には運転曲線も一部又は全部が改定される。
作図の際は、ヤナギ曲線や加速力曲線、引張力曲線、荷重曲線等の車両性能と速度の関係を表す曲線を基に、雲形定規（通称ヘノコ定規）・ブレーキ定規・時間定規等を使用して描かれる。しかし1980年代以降はコンピュータによる作図が普及、現在大手鉄道事業者の大半はコンピュータを使用しており、列車ダイヤ作成システムの一部に組み込んでいる事業者も見られる。ただし、中小事業者を中心に手作業で作図を行う事業者も多い。

### 関連商品
運転曲線図を作成するソフトウェアは以下の企業より発売されている。
- 愛知環状鉄道 - 愛環3号シリーズ。（販売終了）
- イメージテクノロジー研究所 - Notch Manシリーズ。

また、個人による運転曲線図作成機能付き運行管理シミュレータもシェアウェアによって頒布されていた。
- 鉄道運行管理シミュレータ「シミュてつ」